# Stamatios Nikolópulos
Stamatios Nikolópulos (en griego: Σταμάτιος Νικολόπουλο) fue un deportista Griego que compitió en ciclismo en la modalidad de pista. Participó en los Juegos Olímpicos de Atenas 1896, obteniendo dos medallas de plata en las pruebas de velocidad individual y contrarreloj.

## Medallero internacional
| Juegos Olímpicos | Juegos Olímpicos | Juegos Olímpicos | Juegos Olímpicos     |
| Año              | Lugar            | Medalla          | Competición          |
| ---------------- | ---------------- | ---------------- | -------------------- |
| 1896             | Atenas (Grecia)  | Medalla de plata | Velocidad individual |
| 1896             | Atenas (Grecia)  | Medalla de plata | Contrarreloj         |